# Џеј-Ар Ренолдс
Џеј Ар Ренолдс (енгл. J. R. Reynolds; Роанок, 9. мај 1984) је амерички кошаркаш. Игра на позицији плејмејкера.

## Каријера
Ренолдс је колеџ каријеру провео на универзитету Вирџинија (2003–2007), након чега није изабран на НБА драфту 2007. године. Професионалну каријеру је почео у Италији где је наступао друголигаша Соресину. Сезону 2008/09. проводи у екипи Асвела и са њима осваја првенство Француске. У сезони 2009/10. наступа за Варезе, а наредну сезону проводи у Орлеану и кратко у Мејн Ред клозу из НБА развојне лиге. Након тога игра за Гравлен, Бнеи Хашарон да би у сезони 2013/14. као играч Лиможа по други пут у каријери освојио првенство Француске. У сезони 2014/15. наступа за Будућност и са њима осваја национално првенство и куп. Наредну сезону је поделио између два клуба - током 2015. је играо за Зјелона Гору а у 2016. за Конијаспор. У сезони 2016/17. поново је био играч Будућности.

## Успеси

### Клупски
- Асвел:
  - Првенство Француске (1): 2008/09.
- Лимож:
  - Првенство Француске (1): 2013/14.
- Будућност:
  - Првенство Црне Горе (2): 2014/15, 2016/17.
  - Куп Црне Горе (2): 2015, 2017.